# 커틀랜드 공군기지

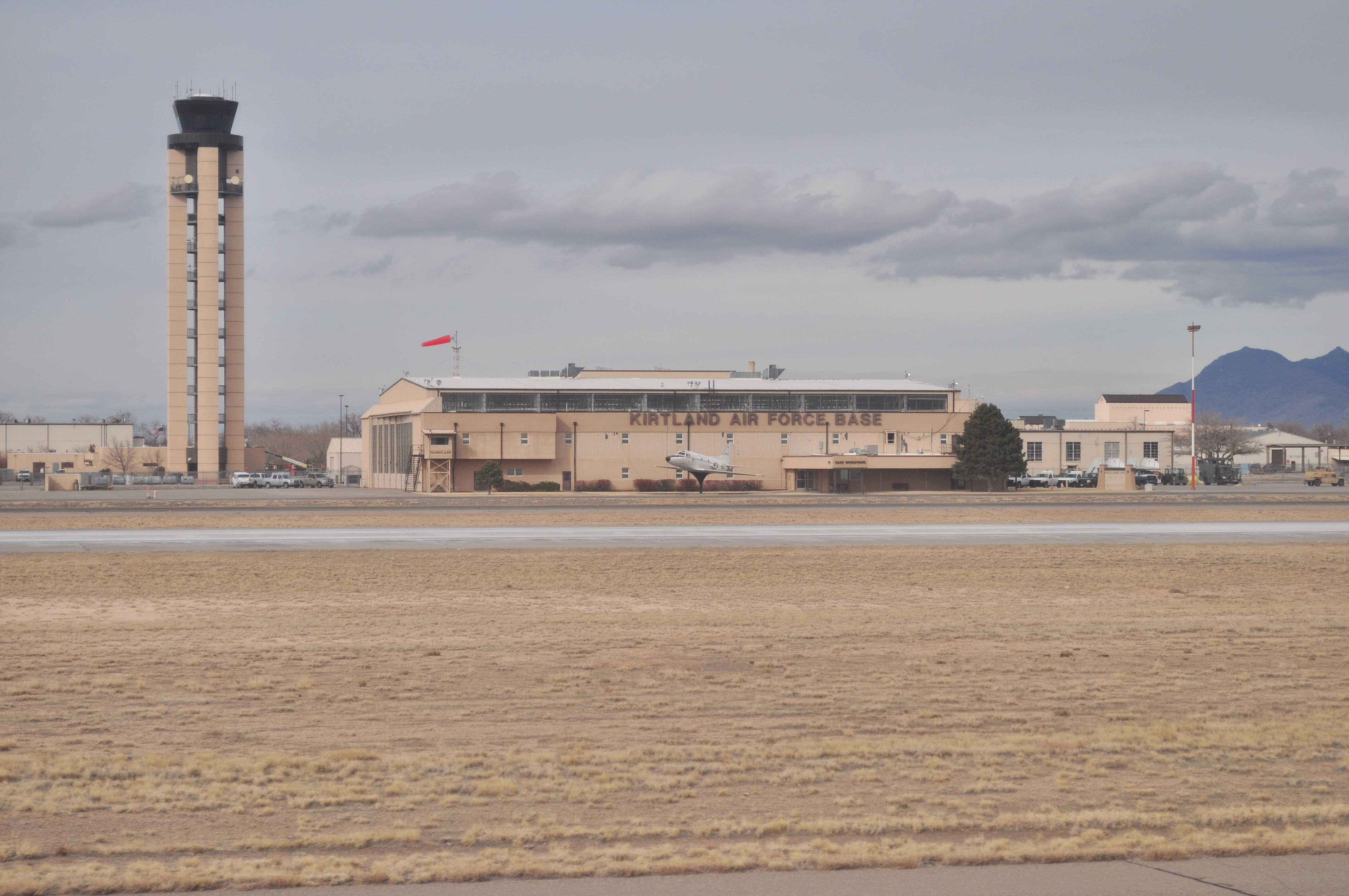

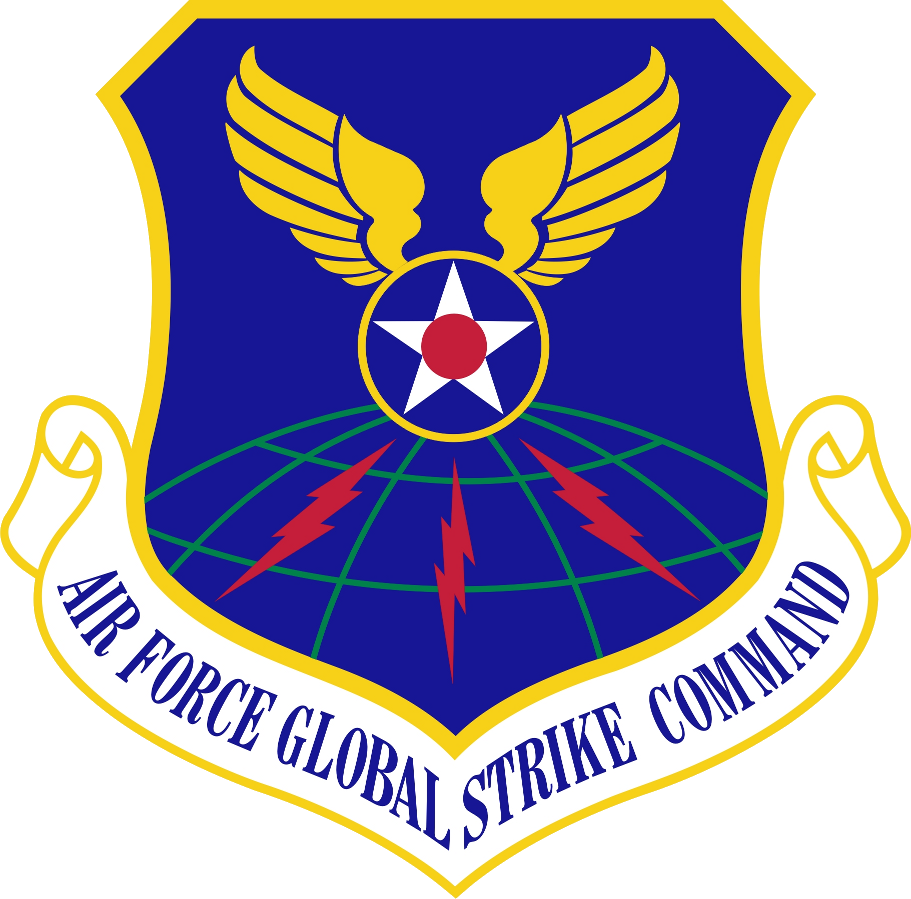

커틀랜드 공군기지(Kirtland Air Force Base, IATA: ABQ, ICAO: KABQ)는 미국 공군기지이다. 뉴멕시코주 앨버커키의 도시 지역 남동쪽 사분면에 위치하고 있으며, 앨버커키 국제 공항에 인접해 있다. 이 기지는 초창기 육군 조종사인 로이 C. 커틀랜드 대령의 이름을 따서 명명되었다. 군과 국제 공항은 같은 활주로를 공유하여 ABQ를 민군 합동 공항으로 만들었다.
커틀랜드 공군기지는 공군지구권타격사령부에서 가장 큰 시설이며 미국 공군에서 여섯 번째로 크다. 이 기지는 51,558에이커에 달하며 4,200명 이상의 현역 군인과 1,000명의 경비대원, 3,200명의 파트타임 예비군을 포함하여 23,000명 이상의 직원을 고용하고 있다. 2000년에 커틀랜드 공군 기지는 앨버커키 시에 27억 달러 이상의 경제적 영향을 미쳤다.
커틀랜드는 공군물자사령부 (미국) 핵무기 센터(NWC)의 본거지이다. NWC의 책임에는 국방부와 에너지부 모두의 핵 시스템 프로그램의 획득, 현대화 및 유지가 포함된다. NWC는 377th 공군 기지 윙과 498th 핵 시스템 윙의 두 개의 윙과 10개의 그룹 및 7개의 비행대로 구성되어 있다.
커틀랜드는 정식 항공기 유형/모델/시리즈 훈련을 제공하는 공군교육훈련사령부 (미국)(AETC) 부대인 제58 특수 작전 윙(58 SOW)의 본거지이다. 58 SOW는 HC-130J, MC-130J, UH-1N 휴이, HH-60G 페이브 호크 및 CV-22 오스프리 항공기를 운영한다. 공군 작전 시험 및 평가 센터 본부도 커틀랜드 공군 기지에 있다. 또한, 뉴멕시코 공군방위군 제150특수작전비행단(공군전투사령부(ACC) 산하 부대)도 커틀랜드에 주둔하고 있다.